# Stephen Hughes (calciatore 1982)
Stephen David Hughes (Motherwell, 14 novembre 1982) è un ex calciatore scozzese, di ruolo centrocampista.

## Palmarès

### Club

#### Competizioni nazionali
- Campionato scozzese: 3

Rangers: 1999-2000, 2002-2003, 2004-2005
- Coppa di Scozia: 3

Rangers: 1999-2000, 2001-2002, 2002-2003
- Coppa di Lega scozzese: 3

Rangers: 2001-2002, 2002-2003, 2004-2005